# Jacqueline Evans (conservacionista)
Jacqueline (Jacqui) Evans (nascida em 1971) é uma conservacionista marinha das Ilhas Cook. Os seus esforços para proteger o ambiente marinho em torno das ilhas deram frutos em julho de 2017, quando o governo criou o parque marinho Marae Moana. Ele previa a gestão sustentável de 763.000 milhas quadradas (1,98 milhões de km²) de território oceânico, incluindo mais 15 zonas de exclusão altamente protegidas cobrindo 324.000 km². Em reconhecimento pelos seus esforços, em abril de 2019, Evans foi um dos seis ambientalistas a receber o Prémio Ambiental Goldman.

## Juventude e formação
Nascida no início dos anos 1970, Jacqueline Evans era filha de Mereana Henry das Ilhas Cook e de Roger Evans da Inglaterra. Ela foi criada em Masterton, na Nova Zelândia, juntamente com os seus seis irmãos mais velhos. Quando ela tinha 15 anos, ela mudou-se para as Ilhas Cook com os seus pais. Eles estabeleceram-se em Tupapa, na ilha de Rarotonga, onde ela completou os seus estudos no Tereora College. A partir de 1993, ela frequentou a Universidade do Pacífico Sul em Fiji, graduando-se com um bacharelato em estudos ambientais em 1995. Mais tarde, ela obteve um mestrado em geografia na Universidade do Havaí em Manoa (2001–2004).